# Eleonora z Montfortu
Eleonora z Montfortu (1252 – 19. června 1282, Abergwyngregyn) byla anglická šlechtična a kněžna z Walesu.

## Dětství a rodina
Eleonora se narodila jako nejmladší dcera Šimona z Montfortu, 6. hraběte z Leicesteru, a jeho manželky Eleonory Anglické. Jejími prarodiči z matčiny strany byli anglický král Jan a jeho manželka Isabela z Angoulême. Mezi jejími strýci byli anglický král Jindřich III. a římský král Richard Cornwallský. Tetami byly skotská královna Johana Anglická, královna sicilská a císařovna Svaté říše římské Isabela Anglická a paní z Walesu Johana Anglická.
Když bylo Eleonoře třináct let, byli její otec Šimon a nejstarší bratr Jindřich zabiti v bitvě u Eveshamu (4. srpna 1265). Podle kronikářů Nicholase Triveta, Williama Rishangera a dalších uzavřel hrabě Šimon už dříve spojenectví s Llywelynem ap Gruffyddem, čímž bylo dohodnuto, že se Llywelyn a Eleonora vezmou. Po Šimonově smrti byla rodina nucena opustit Anglické království; hraběnka Eleonora vzala svou dceru do bezpečí k dominikánským jeptiškám v Montargis, které Montfortové založili.

## Sňatek s Llywelynem ap Gruffyddem
Eleonořina matka zemřela na jaře 1275. Krátce poté se Eleonora provdala v zastoupení za o téměř třicet let staršího knížete z Walesu Llywelyna ap Gruffuddy.

## Zajetí a uvěznění Eduardem I.
Eleonora po svatbě v zastoupení zahájila námořní plavbu z Francie do severního Walesu a vyhýbala se pozemnímu průjezdu Anglií. Dvě lodě s Eleonorou, jejím bratrem Amaurym a jejich doprovodem, plující u jižního pobřeží Anglie, byly zajaty námořníky z přístavu Bristol, jen kousek od ostrovů Scilly. Šest jmenovaných mužů spolu s posádkami čtyř lodí Bristolu bylo odměněno 220 markami. 'Thomas Larchdeacon', 'Thomas arciděkan', který jménem svého bratrance Eduarda I. zorganizoval zajetí, dostal v květnu 1276 na králův příkaz prostřednictvím šerifa z Cornwallu zaplaceno 20 liber.
Eleonora byla převezena lodí do Bristolu a poté téměř tři roky vězněna vězněna ve Windsoru. Propuštěna byla v roce 1278 po podepsané smlouvy z Aberconwy Eduardem I. a Llywelynem ap Gruffydem.

## Manželský život
Eleonora a Llywelyn se formálně vzali u dveří katedrály, jak bylo zvykem, v katedrálním kostele ve Worcesteru, na svátek svatého Edwarda v roce 1278. Král Eduard vydal nevěstu, svou sestřenici, a zaplatil za svatební hostinu. Před svatbou se konala mše, Eduard trval na tom, že Llywelyn by měl zpečetit dohodu, kterou předtím uzavřeli. Llywelyn neměl jinou možnost, než vyhovět, a později prohlásil, že to udělal pod nátlakem, „pohnutý strachem, který dokáže sevřít neochvějného muže“.
Po sňatku se Eleonora stala oficiálně známou jako kněžna z Walesu a paní ze Snowdonu.

## Úmrtí a odkaz
Eleonora měla dvě dcery, Kateřina se provdala za Filipa ap Ivora, lorda z Cardiganu, a při porodu dcery Gwenllian Eleonora 19. června 1282 v královském paláci v Abergwyngregynu na severním pobřeží Gwyneddu, zemřela. Její tělo bylo převezeno přes Lafan Sands do františkánského kláštera v Llanfaes, Anglesey. Klášter byl založen Llywelynem ap Iorwerthem, dědem Llywelyna ap Gruffydda, na počest jeho manželky Johany, Eleonořiny tety.
12. července 1282 byl členům Eleonořiny osobní domácnosti poskytnuto ozbrojený doprovod při cestě zpět do Anglie. Llywelyn ap Gruffydd byl zabit 11. prosince 1282. Jeho roční dcera Gwenllian byla následujícího roku zajata anglickými jednotkami. Eduard I. nechal dítě vykázat do odlehlého převorství Sempringham v Lincolnshire, kde dívka zůstala až do své smrti v roce 1337.